# Nuʻakea
Za božicu, pogledajte "Nuakea (božica)".
Nuʻakea bila je havajska princeza i kraljica havajskog otoka Molokaija. Rođena je na Oahuu, a nazvana je po havajskoj božici mlijeka.
Nuʻakein je otac bio Keaunui, poglavica ʻEwe. Nuʻakeina je majka bila Wehelani.
Prema legendi, Nuʻakea je bila vještica.
Udala se za Keʻoloʻewu, kralja Molokaija. Njihova je kći bila Kapauanuakea, nasljednica svoga oca.